# Vicino al mare più azzurro
Vicino al mare più azzurro (У самого синего моря) è un film del 1936, diretto da Boris Vasil'evič Barnet e Samed Mardanov.

## Trama
Alëša e Jusuf fanno naufragio nel Mar Caspio, approdando ad un'isola azera, dove vengono accolti da Marija, responsabile del locale kolchoz dedicato alla pesca. La specializzazione di Alëša come esperto di barche a motore viene ben accolta dalla comunità, che si trova a corto di tali professionisti poiché gran parte della popolazione maschile dell'isola è assente, essendosi arruolata nella Flotta del Pacifico. Alëša inizia quindi a lavorare in tale mansione. Entrambi i naufragi, però, si sono innamorati di Marija, e fra loro iniziano le manifestazioni di rivalità, in particolare nell'occasione in cui Alëša si era dato malato, impedendo in tal modo l'utilizzo della barca a motore, con corrispettiva diminuzione del pescato, mentre in realtà si era recato in città per comperare una collana per Marija.
Più avanti, i tre vengono sorpresi da una tempesta in mare; Marija viene data per dispersa, ma viene recuperata all'ultimo momento da Alëša e Jusuf, festeggiati per ciò dalla comunità. A metter fine alla rivalità è la confessione di Marija – che pure nella sua disposizione aperta e nel suo carattere comunisticamente sbarazzino avrebbe potuto dar adito alle rivendicazioni dei pretendenti – di non amare nessuno dei due e di esser rimasta fedele al suo fidanzato, pur assente da quattro anni perché arruolato nell'esercito, e della cui sorte nulla di chiaro era emerso: dinanzi a tale rivelazione, simbolo di una fedeltà profonda, i due ex-naufraghi fanno marcia indietro. Alëša, finita la stagione di pesca, sta per far ritorno alla terra natia; Jusuf, all'ultimo momento, si unisce a lui. Entrambi ribadiscono di amare Marija, e di ritirarsi solo in presenza di una passione più radicata.

## Edizioni home video
Il film è stato edito in DVD all'inizio del 2012 dalla casa russa Ruscico, e, più avanti nello stesso anno, dalla britannica Mr. Bongo Films. L'edizione Ruscico contiene materiale extra, consistenti in una analisi tematica, informazioni sulla produzione e accoglienza del film, e altri aneddoti vari sul cast e sulla troupe. Anthony Nield di Digital Fix ha recensito questa edizione, assegnandole, nonostante i deterioramenti presenti nella pellicola originale dovuti all'età, 7 stelle (su dieci).

## Accoglienza
Nonostante le recensioni contemporanee al film lo bollino come "eccessivamente patetico", molti critici hanno in seguito rivalutato Barnet come uno dei migliori registi del cinema sovietico, considerando Vicino al mare più azzurro come uno dei suoi migliori film. Jonathan Rosenbaum del Chicago Reader lo riteneva un capolavoro e Patrick Friel di Film Comment ha scritto che il film è "una delle glorie del cinema dell'Unione Sovietica".